# Palystes ansiedippenaarae
Palystes ansiedippenaarae là một loài nhện trong họ Sparassidae.
Loài này thuộc chi Palystes. Palystes ansiedippenaarae được miêu tả năm 1996 bởi Croeser.